# Кафе (группа)
«Кафе» — российская рок-группа из Санкт-Петербурга, основанная 12 марта 1996 года.

## История группы

### Предыстория
В начале июня 1992 года молодой петербургский музыкант и автор песен Алексей Смирнов («Идеальное общество», «Станция Вултон») занял место вокалиста в первой питерской кантри-группе Finestreet. Так образовался его творческий альянс с мультиинструменталистом Сергеем Стародубцевым, приведший в 1995-м году к образованию музыкального объединения «Смирнов Сотоварищи», в ноябре того же года переименованного в «КАФЕ».
Собственно, музыкальные пристрастия двух музыкантов и стали основой стиля коллектива — классика рока (Смирнов) и классика фолка и кантри (Стародубцев) помогли группе приобрести свою неповторимую окраску, сочетая в себе поэзию, рок-н-ролльный драйв, сложные голосовые гармонии и звучание акустических инструментов наравне с электрическими.

### Успех
Уже в 1995 году группа записала первое демо «Давай забудем». Музыканты группы аккомпанируют легенде британского ритм-н-блюза Артуру Брауну, что мгновенно приносит им известность и уважение не только зрителей, но и «высших музыкальных кругов». В феврале 1996 года был записан сингл «Кончилось лето»-«Дальняя дорога», а летом того же года группа приступила к работе над первым студийным альбомом, песни с которого осенью 1996-го победили в ТВ-конкурсе «Инкубатор». Наградой за победу стала возможность записать песню «Товарищ сержант», вскоре ставшую всенародным хитом и «песней года» на главных российских FM-радиостанциях. Однако сами музыканты неоднократно упоминали о том, что песня не является характерной для их творчества, и её успех весьма случаен. Осенью того же года КАФЕ «разогревают» выступление блюзовых звёзд мирового уровня — Стива Бейкера и Криса Джонса, и аккомпанируют легендарному американскому гитаристу Джо Эдвардсу, известному своим сотрудничеством с Элвисом Пресли.
Состав КАФЕ первые годы существования группы неоднократно менялся, помимо двух основателей — Смирнова и Стародубцева — в группе в разное время играли такие музыканты как Андрей Косогоров, Анна Кузьмина, Артур Кестнер, Арсен Израилов и ряд других.
Первый альбом «Музыка крыш», наскоро составленный выпускающими фирмами из песен первых демозаписей группы, увидел свет только в августе 1999 года. В декабре того же года вышел и второй альбом КАФЕ — «Плюс 12». Все песни, вошедшие в альбомы, были написаны Алексеем Смирновым, он же исполнил ведущие вокальные партии и сыграл на нескольких музыкальных инструментах. К тому моменту сформировался основной состав группы — Алексей Смирнов, Сергей Стародубцев, Дмитрий Бациев, Арсен Израилов.
КАФЕ объездили с гастролями всю страну, принимая участие в центральных рок-событиях общероссийского масштаба, при этом организацией концертов музыканты занимались сами. Группа регулярно выступала на одной сцене с Аквариумом, ДДТ, группой Чиж & Co, Машиной времени, В. Кузьминым, Секретом и др., становилась лауреатом рок-фестивалей. При этом группа, связанная по рукам и ногам кабальными контрактами, совершенно не имела возможности развиваться.
В 2001 году «Кафе» принимает участие в съёмках сериала Улицы разбитых фонарей — в серии «Убийство под музыку» группа исполняет песню «Драка на танцах».

### Период полураспада
В 2001-м году, по неизвестным мотивам очередного директора, так и не увидел свет альбом «Ну и пусть!». Тем не менее, широко известной стала песня «Это сладкое слово свобода», записанная для альбома совместно с Сергеем «Чижом» Чиграковым.
После очередного неудачного контракта, невыполненных заказчиками обязательств (не организованных вовремя концертов, не выпущенных песен и альбомов), музыканты группы стали искать собственные пути дальнейшего развития, организовав параллельные сольные проекты. Одним из таких проектов стал коллектив «ИНКА», организованный весной 2002 года Арсеном Израиловым с помощью коллег по КАФЕ. Группа при этом продолжает заниматься творчеством и давать «собственноручно» организованные концерты. 9 октября 2002 КАФЕ в составе Смирнов, Бациев и Евгений Бобров (ударные) принимает участие в ежегодном концерте, посвящённом дню рождения Джона Леннона. В январе 2004 года КАФЕ записывает сингл «Гляди веселей»-«Комплект свободы». После этого солист и основатель группы Алексей Смирнов берёт творческий отпуск, а группа пытается выступать разными составами с разными солистами. В 2006 году КАФЕ вновь собирается со Смирновым и принимает участие в записи проекта памяти Юрия Морозова. Записанная КАФЕ версия песни Морозова «Как дурак» вошла в альбом «Юрию Морозову. A Tribute», выпущенный 20 февраля 2007 года. Помимо Смирнова (вокал, гитара), в записи песни приняли участие Наиль Кадыров (бас-гитара), Юрий Николаев (ударные инструменты), Сергей Чиграков (вокал, клавишные), Наталья Сечкарёва (флейта).

## «КаФе» Андрея Бриженюка
В конце 2008-го в Москве появляется состав-двойник, организованный музыкантом, в 1997 году подменявшем барабанщика основного состава КАФЕ. Этот коллектив, наскоро собранный из музыкантов, не имеющих к КАФЕ ни малейшего отношения, начинает выступать, выдавая себя за «настоящее КАФЕ, из которого в своё время были уволены основатели Смирнов и Стародубцев».
Некоторое время назад организатор этого коллектива предложил Смирнову и Стародубцеву помощь в организации ряда концертов в столице и получил разрешение исполнять ряд песен Смирнова, а также представлять интересы группы и вести переговоры об организации концертов КАФЕ. Вскоре после этого и появляется «московский состав». Эрзац-группа (своё название москвичи пишут, как «КаФе» — с большой буквой Ф), появляясь на концертных площадках, исполняет, в том числе и старые хиты КАФЕ.
23 декабря 2009 года решением Савёловского районного суда Москвы, авторский договор был расторгнут. В настоящее время это решение обжалуется в Московском городском суде.
В 2012 году Смирнов зарегистрировал название «Кафе» в Роспатенте как товарный знак.

## КАФЕ сегодня

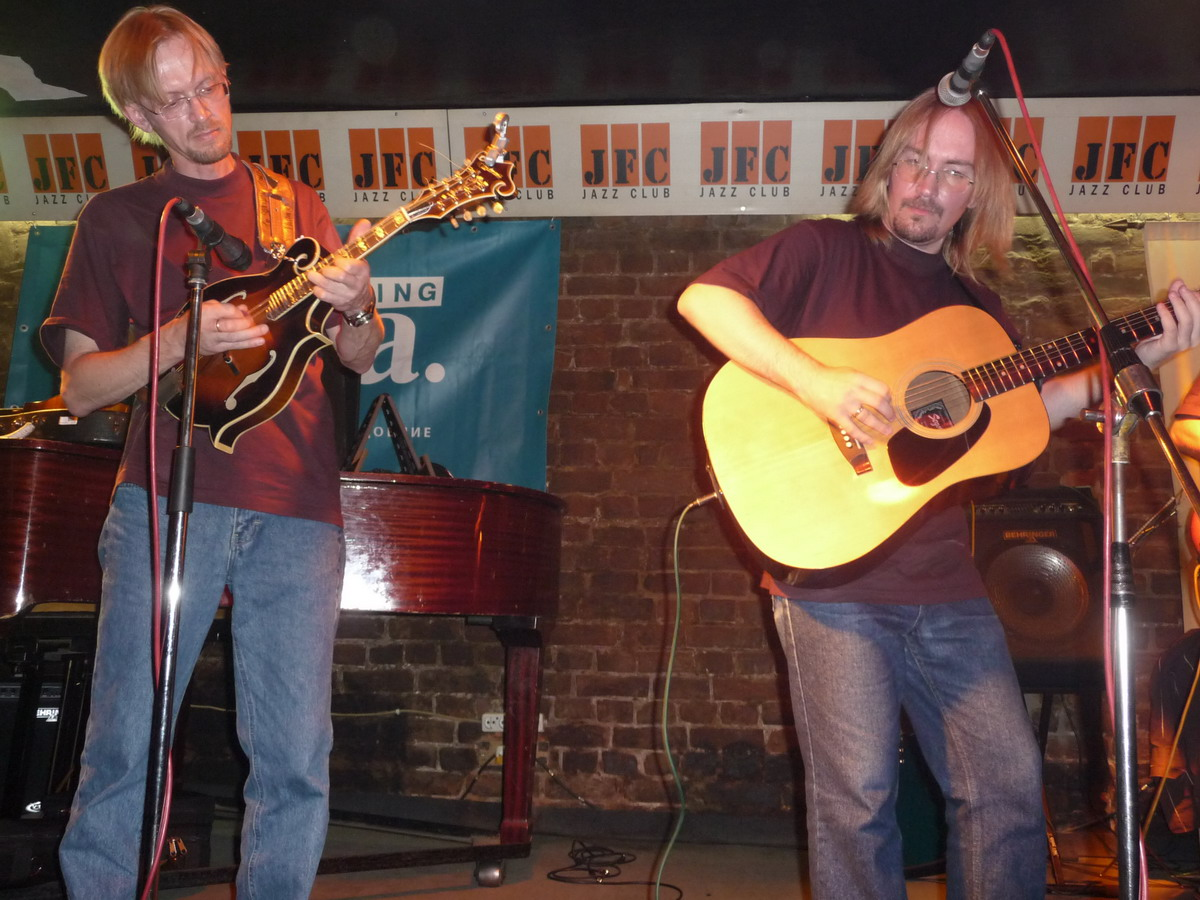
Сергей Стародубцев, Алексей Смирнов. Концерт в клубе JFC в 2009 году

В 2007 году дуэт Смирнов-Стародубцев собирает новый состав из известных профессиональных музыкантов и приступает к записи нового материала. Группа, наконец-то став независимой от разного рода руководителей, самостоятельно продолжает организацию своих концертов, раз за разом подтверждая неослабевающий интерес аудитории к своему творчеству.
В 2008 году группа записывает новые альбомы «Три часа ночи» и «СвАбода», но конфликт со столичным продюсером (см. выше) и в этот раз задерживает их выход в свет. 22 ноября 2008-го и 14 мая 2009-го КАФЕ аккомпанирует Тони Шеридану во время его выступлений в Санкт-Петербурге.
В 2009-м музыканты КАФЕ продолжают работу над новым материалом и готовят очередное турне в поддержку нового альбома. В записи песен группы и съёмке материала принимают участие Михаил Боярский, Марина Капуро, знаменитая питерская виолончелистка Лена Тэ и Сергей «Чиж» Чиграков. В числе последних работ группы — интерактивный проект-альбом «СвАбода!», объединивший в себе музыку, поэзию, живопись, театр и мультипликацию.
4 июня 2009 года происходит историческое событие в жизни группы — музыканты впервые, без вмешательства в своё творчество персонажей извне, выпускают альбом в таком виде, в котором он был задуман, от порядка песен и аранжировок до оформления обложки. Группа даёт ряд сольных концертов в Санкт-Петербурге, чем в очередной раз доказывает неослабевающий интерес к своему творчеству. КАФЕ снова начинают гастролировать по стране, дают концерты в Екатеринбурге, Москве, Туле, а в сентябре 2009 принимают участие в знаменитом фестивале МАМАКАБО.
5 января 2010 года состоялся большой сольный концерт КАФЕ в питерском ДК Ленсовета.
Кроме того, музыканты КАФЕ (Смирнов, Стародубцев) принимают участие в проекте Фёдора Чистякова «Чистяков Бэнд».
В декабре 2010 года наконец выходит новый полномасштабный альбом Три часа ночи, включающий в том числе дуэты с Чижом, Михаилом Боярским и Мариной Капуро.
3 августа 2011 в питерском клубе JAGGER КАФЕ при полном аншлаге отметили своё 15-летие.
В 2011 году изменяется состав группы. Новым ударником коллектива становится Влад Мануилов, а место басиста, в зависимости от репертуара концертной программы, занимают Наиль Кадыров и Артур Кестнер, в разные годы уже игравшие в составе КАФЕ.
В октябре 2012 состоялся релиз нового альбома «Асимметрия».
В июле 2014 КАФЕ впервые стали участниками фестиваля Нашествие.
3 апреля 2018 года вышла первая серия мультсериала «Простоквашино», музыка к которому была записана музыкантами КАФЕ.

## Состав группы
- Алексей Смирнов — музыка, тексты, вокал, гитары, клавишные;
- Сергей Стародубцев — мандолина, добро, перкуссия;
- Наиль Кадыров — бас-гитара, гитара;
- Владислав Мануилов —  ударные.
- Анна Стахова
- Надежда Незнанова
- Арсен Израилов
- Константин Степанов
- Евгений Турута

## Дискография
- Дебют на первом сборнике «Наши в городе» — 1998 (RDM Records);
- «Товарищ Сержант» — 1998 (сингл, DS Records/SoUse);
- «Музыка крыш» — 1999 (альбом, «Квадро-диск»);
- «Плюс 12» — 1999 (альбом, «Квадро-диск»);
- «Ну и пусть!» — 2001 (альбом, не издан, Moroz Records);
- «СвАбода! The best?» — 2009 (сборник, «АнТроп»);
- «Три часа ночи» — 2010 (альбом, «Квадро-диск»);
- «Асимметрия» — 2012 (альбом, «Квадро-диск»).